# Генеральные прокуроры штатов США

Партийная принадлежность нынешних генеральных прокуроров США:
Демократы (26)
Республиканцы (28)
Независимые (1)
Новые прогрессивисты (1)

Генеральный прокурор (англ. State attorney general) в каждом из 50 штатов США, федерального округа Колумбия или любой из территорий является главным юридическим советником правительства штата и главным должностным лицом правоохранительных органов штата. В некоторых штатах генеральный прокурор возглавляет департамент юстиции штата с обязанностями, аналогичными обязанностям Министерства юстиции США.

## Назначение прокурора
Наиболее распространённый метод выбора генерального прокурора штата — всеобщие выборы. В 43 штатах генеральный прокурор избирается на выборах. Избранные генеральные прокуроры занимают должность сроком на четыре года, за исключением Вермонта, где срок составляет два года.
В семи штатах генерального прокурора не избирают на всеобщих выборах. На Аляске, Гавайях, в Нью-Гэмпшире, Нью-Джерси и Вайоминге генеральный прокурор назначается губернатором. Генеральный прокурор Теннесси назначается Верховным судом Теннесси на срок в восемь лет. В Мэне генеральный прокурор избирается законодательным собранием штата на срок в два года.
Федеральный округ Колумбия и две территории США, Гуам и Северные Марианские Острова, избирают своих генеральных прокуроров на четырехлетний срок. 2014 год стал первым годом, когда в федеральном округе Колумбия и на Северных Марианских Островах состоялись выборы на эту должность. На Американском Самоа, Пуэрто-Рико и Виргинских Островах генеральный прокурор назначается губернатором. В Пуэрто-Рико генеральный прокурор официально называется секретарём юстиции, но обычно его называют генеральным прокурором Пуэрто-Рико
Во многих штатах введены ограничения по срокам, ограничивающие выбор до 2 последовательных сроков (9 штатов); максимум 2 срока (4 штата), но в 33 штатах ограничений по срокам нет.

## Текущие генеральные прокуроры
Текущий партийный состав генеральных прокуроров штатов:
- 23 демократа
- 27 республиканцев

Состав для округа Колумбия и 5 населённых территорий:
- 3 демократа
- 1 республиканец
- 1 независимый
- 1 представитель Новой прогрессивной партии